# Igor Rickli
Igor Rickli (Ponta Grossa, 14 de diciembre de 1983) es un actor brasileño.

## Biografía
En 2006, se mudó a Río de Janeiro para estudiar y lograr su sueño de convertirse en actor. En 2010, luego de ser visto actuando por Jayme Monjardim, fue llamado para formar parte del elenco de A Vida Alheia. Se casó con la actriz, cantante y compositora brasileña Aline Wirley y ambos revelaron su bisexualidad.

## Filmografía

#### Televisión
| Año       | Título                                         | Personaje                     |
| --------- | ---------------------------------------------- | ----------------------------- |
| 2010      | A Vida Alheia                                  | Amadeu                        |
| 2013      | Flor del Caribe                                | Alberto "Beto" Alburquerque   |
| 2014      | A Saga: Da Terra Vermelha Brotou o Sangue      | Dilermano de Assis            |
| 2014      | Los hombres son de Marte... y ahí es donde voy | Marco                         |
| 2015      | Por siempre                                    | Mohammed Abdulah Al-Masi      |
| 2016      | Josué y la tierra prometida                    | Rey Marek                     |
| 2017      | El rico y Lázaro                               | Zac                           |
| 2017-2018 | Apocalipsis                                    | Benjamín Aisen Gudman (Ben)   |
| 2019      | Jesús                                          | Saulo/Pablo de Tarso          |
| 2021      | Génesis                                        | Lucifer/ Heylel/Avner/ Maalak |

#### Cine
| Año  | Título                | Personaje             |
| ---- | --------------------- | --------------------- |
| 2009 | Última Parada 174'    | Reportero             |
| 2011 | Disparos              | Yvan                  |
| 2013 | El tiempo y el viento | Bolívar Terra Cambará |
| 2022 | El Niño Dios          | Jesús                 |

## Teatro
| Año       | Título                                    | Personaje    |
| --------- | ----------------------------------------- | ------------ |
| 2010-2011 | Hair                                      | Berger       |
| 2011      | Judy Garland - O Fim do Arco-Íris         | Mickey Deans |
| 2014      | Jesucristo Superstar                      | Jesús        |
| 2015-16   | La Pasión de Cristo en la Nueva Jerusalén | Jesús        |